# Parachilus laetus
Parachilus laetus är en stekelart som först beskrevs av Giordani Soika 1941.  Parachilus laetus ingår i släktet Parachilus och familjen Eumenidae. Inga underarter finns listade i Catalogue of Life.